# Chrysomela confluens
Chrysomela confluens är en skalbaggsart som beskrevs av Rogers 1856. Chrysomela confluens ingår i släktet Chrysomela och familjen bladbaggar. Inga underarter finns listade i Catalogue of Life.